# Kinder der Freiheit

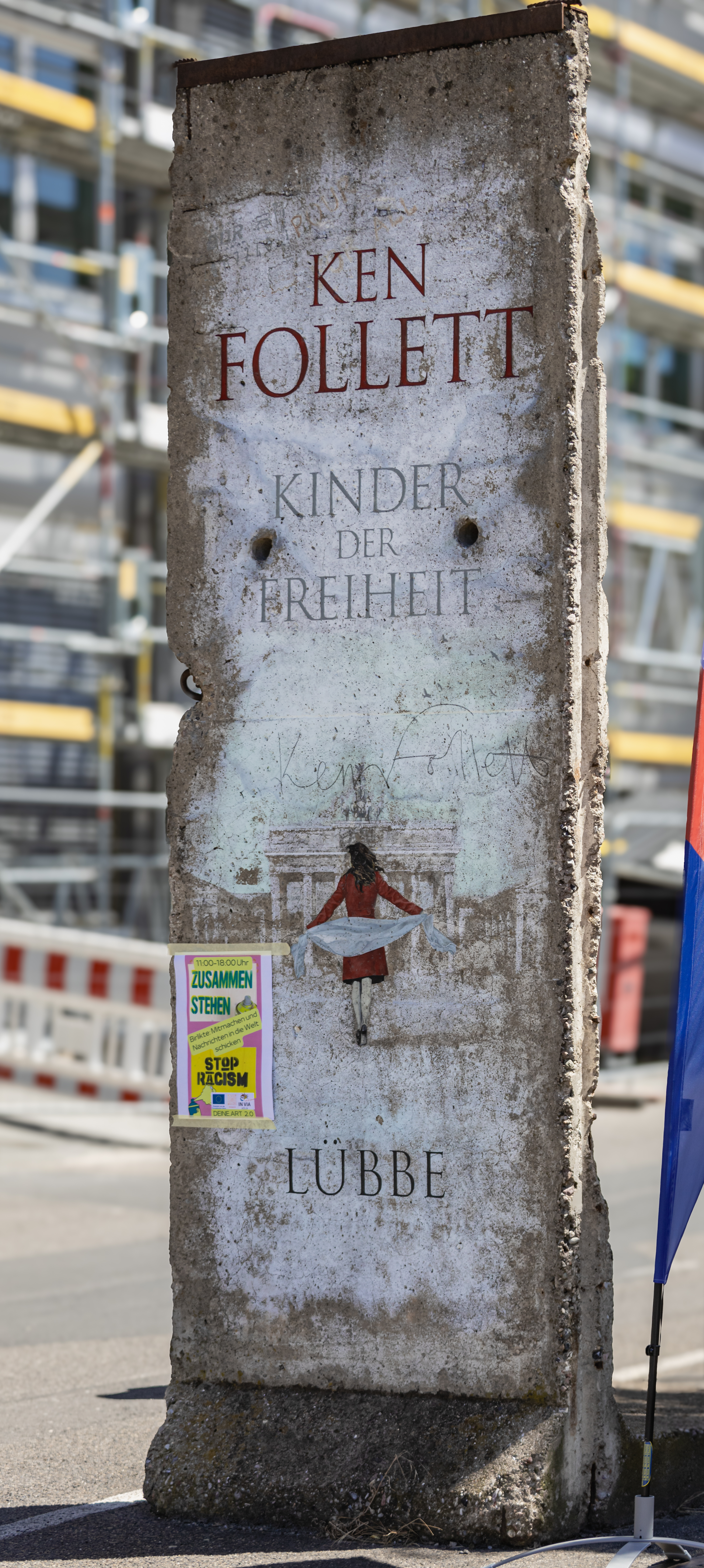
Anlässlich der Buchpräsentation des Bastei-Lübbe-Verlags wurde 2014 am Verlagssitz in Köln-Mülheim, dem Gelände des ehemaligen Carlswerks, ein Segment der Berliner Mauer im Buchdesign aufgestellt.

Kinder der Freiheit (Original: Edge of Eternity) ist ein historischer Roman des britischen Schriftstellers Ken Follett aus dem Jahr 2014. Es ist nach Sturz der Titanen und Winter der Welt der dritte Teil der Trilogie „Die Jahrhundert-Saga“. Wie in den ersten beiden Teilen erzählt Ken Follett die Geschichte verschiedener Familien aus verschiedenen Ländern und deren Verstrickungen.

## Thematik
Der Roman behandelt die Geschichten mehrerer Familien aus Deutschland, dem Vereinigten Königreich, der Sowjetunion und den Vereinigten Staaten, die in den Zeiten des Kalten Krieges bis zum Mauerfall spielen. Dabei sind die Hauptpersonen meistens in engen Kontakt mit historischen Persönlichkeiten aus der Zeitgeschichte verstrickt, wie Robert F. Kennedy, Martin Luther King, Nikita Chruschtschow oder Leonid Breschnew.

## Figuren des Romans

### Amerikaner
George Jakes
(* 1936) ist der uneheliche Sohn von Jacky Jakes und Greg Peshkov. Er nimmt am Freedom Ride teil und studiert bis 1961 Jura an der Harvard University. Nach dem Examen schlägt er das Angebot aus, bei einer renommierten Washingtoner Anwaltskanzlei zu arbeiten, und fängt stattdessen als Berater im Justizministerium der Vereinigten Staaten unter Robert F. Kennedy an.
Maria Summers
(* 1936) nimmt 1961 ebenfalls am Freedom Ride teil. Sie arbeitet in der Presseabteilung des Weißen Hauses und beginnt eine Liebesaffäre mit Präsident John F. Kennedy.
Jacky Jakes
Cameron „Cam“ Dewar
(* 1946) vertritt im Vergleich zu seinen Altersgenossen ungewöhnlich konservative Ansichten. Ab 1969 arbeitet er im Weißen Haus unter Präsident Richard Nixon. Später ist er bei der CIA angestellt.
Ursula „Beep“ Dewar
(* 1948) ist die Tochter von Woody Dewar.

### Russen
Dimka Dworkin
ist der Sohn von Ilja und Anja Dworkin, geb. Peschkow. Er arbeitet als Berater unter anderem für den sowjetischen Parteichef Nikita Sergejewitsch Chruschtschow und dessen Nachfolger.
Tanja Dworkin
ist die Zwillingsschwester von Dimka Dworkin. Die Journalistin steht dem sowjetischen Sozialismus kritisch gegenüber und wird 1962 von ihrem Chef zunächst nach Kuba geschickt, um dort über die Kubakrise zu berichten. Zurück in der Sowjetunion, versucht sie den befreundeten Dissidenten Wassili Jenkow aus einem sibirischen Arbeitslager freizubekommen.
Anja Dworkin, Mutter von Dimka und Tanja Dworkin.

### Engländer
Dave Williams
(* 1948) ist der Sohn des Labour-Abgeordneten Lloyd Williams und seiner Frau Daisy, geb. Peshkov. Er träumt von einer Karriere als Rockmusiker und tritt in die Band The Guardsmen seines Cousins ein. Diese nennt sich ab 1964 Plum Nellie.
Evie Williams
(* 1946) ist die Schwester von Dave Williams. Sie startet eine Karriere als Film- und Theaterschauspielerin.
Jasper Murray
startet in den Vereinigten Staaten eine Laufbahn als Journalist und wird Zeuge der Ermordung von Martin L. King. 1968 wird er im Rahmen des Vietnamkrieges in die Armee eingezogen. Von den Kriegsereignissen geprägt, steht er der Politik besonders unter Richard Nixon kritisch gegenüber.

### Deutsche
Rebecca Hoffmann
ist die Adoptivtochter der Francks. Sie erfährt, dass ihr Ehemann sie im Auftrag der Stasi ausspioniert, und flieht in den Westen. Später tritt sie der FDP bei.
Bernd Held,
ein Lehrer und Kollege von Rebecca Hoffmann, flieht mit dieser in den Westen, wobei er nach einem Sturz von einem Hausdach querschnittsgelähmt bleibt. Bernd Held und Rebecca Hoffmann heiraten später.
Lili Franck
ist die Tochter von Werner und Carla Franck, geb. von Ulrich.
Walli Franck
ist der Bruder von Lili Franck und ein begabter Gitarrist. Er träumt von einer Musikerkarriere und geht mit seinem Cousin nach England, um mit der Band Plum Nellie groß herauszukommen.
Karolin
ist die Mutter von Alicia, dem Kind von Walli Franck. Bei Wallis Flucht aus der DDR ist sie schwanger und zögert im letzten Moment vor der Flucht um das ungeborene Kind zu schützen. Später heiratet sie einen Pastor.
Alicia Franck
ist die Tochter von Karolin und Walli. Sie wächst in der DDR auf und träumt davon, ihren Vater Walli Franck, welcher zuerst in den USA, später in Westdeutschland lebt, zu treffen.
Hans Hoffmann
ist der Ex-Mann von Rebecca Hoffmann und ein Stasi-Agent. Hans Hoffmann war mit Rebecca Hoffmann verheiratet um die Francks auszuspionieren. Er fliegt auf und versucht das Leben der Francks durch Stasi-Methoden zur Hölle zu machen.

## Ausgaben
- Edge of Eternity: Book Three of the Century Trilogy. 1. Auflage. Pan Macmillan, 2014, ISBN 978-0-2307-1016-0.
  - Kinder der Freiheit: Die Jahrhundert-Saga. aus dem Englischen übersetzt von Dietmar Schmidt und Rainer Schmacher. Bastei Lübbe, 2014, ISBN 978-3-7857-2510-8. (23 Wochen lang im Jahr 2014 auf dem Platz 1 der Spiegel-Bestsellerliste)
  - Kinder der Freiheit: Die Jahrhundert-Saga. Bastei Lübbe, 2014, ISBN 978-3-7857-5004-9. (Audiobook)
  - Kinder der Freiheit: Die Jahrhundert-Saga. Lübbe Digital, 2014. (Kindle Edition, 11.802 kB)